# Spanish Point
Spanish Point (in irlandese: Rinn na Spáinneach ) è un piccolo villaggio del Clare, nell'Irlanda occidentale. Ospita qualche amenità estiva e delle residenze costiere, ma d'inverno la sua popolazione è veramente ridotta. 
La sua notorietà deriva dal fatto che è stato il punto dove la Invincibile Armata spagnola patì il suo peggiore disastro navale sulle coste irlandesi. Spanish Point significa infatti, in inglese, "punto spagnolo", proprio a ricordo di quelle persone di questa nazionalità che morirono durante l'incagliamento delle navi.